# Pal·ladi del Gavaldà
Pal·ladi (Palladius) fou comte del Gavaldà coincidint en el temps amb el bisbe Parteni del Gavaldà (vers 561-584). Era cunyat d'un comte de nom Firmí.
Era originari d'Alvèrnia i fill del comte Britià (Britianus) o Brità (Britannus) i de Cesària. Fou nomenat comte del Gavaldà per Sigebert I, rei d'Austràsia (561-575) i tenia residència ordinària a la vila de Javoux, aleshores la capital del Gavaldà i seu també del seu bisbe. Pal·ladi era un home volent i abusava de la seva autoritat vexant als pobles sota el seu govern, i usurpant impunement béns de l'església del Gavaldà i dels vassalls de la zona. Aquesta conducta violenta va animar el zel del bisbe Parteni que va decidir sostenir els drets de la seva església contra el comte i les seves injustícies. El comte pel seu costat no estava disposat a tolerar les queixes del prelat al que va acusar de diversos crims i el poble es va dividir entre el partit del comte i el del bisbe.
Sigebert, rei d'Austràsia, el sobirà del comte i el bisbe, fou informat de la situació i els va cridar a la cort per donar compte de la seva conducte, però ni davant del rei es va poder posar fi a la querella; la situació va arribar a un punt extrem quan Pal·ladi va acusar Parteni directament davant el rei i tota la seva cort, de diversos crims dels més infames; no se sap quin judici va establir el rei en aquest afer però sembla que ambdós van retornar al Gavaldà, si bé Pal·ladi no va gaudir gaire temps del càrrec, ja que Romà, un natiu d'Alvèrnia que volia el càrrec de comte del Gavaldà, va intrigar i va aconseguir la deposició de Pal·ladi l'any següent, si bé no consta pas que aquest Romà ocupés el seu lloc i realment sembla que no fou nomenat.
Uns mesos després Pal·ladi i Romà es van trobar a Clarmont d'Alvèrnia i es van enfrontar sobre el comtat o el govern del Gavaldà, i Romà, per amoïnar a Pal·ladi, va fer córrer el rumor que el rei Sigebert el volia fer matar. Pal·ladi va donar crèdit al rumor i per avançar-se a la seva mort va decidir suïcidar-se. La seva mare i el comte Firmí, el seu cunyat es van assabentar d'aquesta decisió i el van vigilar i seguir per evitar el seu destí però Pal·ladi va eludir la seva vigilància i es va retirar a una cambra separada on es va matar clavant-se per dues vegades l'espasa al pit. Gregori de Tours atribueix la seva mort a un càstig diví per la seva injuriosa acusació al bisbe Parteni. Declarat indigne de sepultura catòlica, se'l va enterrar sense cerimònia prop del monestir de Cournon a Alvèrnia.